# 機動戦士ガンダム0083 STARDUST MEMORYの登場人物
機動戦士ガンダム0083 STARDUST MEMORYの登場人物（きどうせんしガンダムダブルオーエイティースリースターダストメモリーのとうじょうじんぶつ）では、OVA『機動戦士ガンダム0083 STARDUST MEMORY』及びこれに付随した作品に登場する、架空の人物について記述する。

## 地球連邦軍
以下の人物の詳細は各項目を参照。
- コウ・ウラキ
- エイパー・シナプス
- ジャミトフ・ハイマン
- バスク・オム
- 不死身の第四小隊
  - サウス・バニング
  - アルファ・A・ベイト
  - チャップ・アデル
  - ベルナルド・モンシア

### アクラム・ハリダ
Aclam Halida
声 - 田原アルノ、中村大樹（劇場版）
アルビオンの航法士で、階級は中尉。

### アリスタイド・ヒューズ
Aristide Hughes
声 - 田中信夫、徳丸完（ゲーム『機動戦士ガンダム めぐりあい宇宙』）
CDシネマ『ルンガ沖砲撃戦』に登場。アニメ版や小説版には登場しない。
地球連邦軍の士官で、アルビオンの砲術長。階級は大尉。叩き上げの砲兵であり、一年戦争初期の艦隊戦ルウム戦役にマゼラン級宇宙戦艦の砲手として従軍。しかしジオン公国軍の新兵器モビルスーツの前に艦砲射撃は有効な攻撃手段とはならず、乗艦は撃沈。救助された後、新造のマゼラン級でも砲手を務めるが、ア・バオア・クー戦では乗艦が後方に配備され、名誉挽回を果たせぬまま、不本意な終戦を迎えている。
かつての花形兵種であった砲兵としての矜持が強く、MSへ向ける敵愾心は強い。もっともこれは彼固有の気質ではなく、砲兵はMSパイロットとは仲が悪いとされる。作中ではロング・ビーム・ライフルのテストを巡って、ニナ・パープルトンと悶着を起こす。
物語の終盤には退艦予定を示唆する台詞があるが、本人はこれを否定している。
漫画『機動戦士ガンダム0083 REBELLION』では、オービルがメガ粒子砲に破壊工作を行ったため、マニュアル操作でHLVを狙撃するも失敗に終わる。

### アロイス・モズリー
声 - 松尾銀三
アルビオンの軍医で、階級は大尉。シナプスからブランデーを預かり1日の分量を定めるなど、艦長の健康管理をおこなっている。もっとも、本人の恰幅は非常に良く、小説版においてはバニングから内心で医者の不養生を指摘されている。

### イワン・パサロフ
Ivan Pasrof
声 - 仲木隆司（第1話、第6話、5.1ch版）、岸野一彦（第7話以降、劇場版）
アルビオンの操舵士で階級は大尉。35歳。大柄で無口、非常時以外は読書家の一面も見せる。かなりの酒豪。

### ウィリアム・モーリス
William Mauris
声 - 巻島直樹
アルビオンの通信士で階級は少尉。外見通りの物静かな男。モンシアらが罠にはまり敵部隊に包囲されるという非常事態の中で「追伸。バニング大尉は非常に怒っている」などと通信を送るなど、大胆な一面もある。

### カレント
声 - 田口昂
トリントン基地に所属する防衛部隊の隊長で、階級は大尉。同じ階級であるバニングを敵視し、その女好きな一面を揶揄して「スケベ野郎」と軽蔑する。小説版では「テスト部隊長であるバニングが優遇される一方、実戦部隊長である自分が蔑ろにされているとやっかんだ、勝手な被害妄想」と語られている。ガトーに強奪されたガンダム試作2号機を追撃・奪還するためにジム改に搭乗して出撃するが、霧で視界が悪い中でガトーに背後から襲われ戦死し、部隊も全滅している。
漫画『機動戦士ガンダム0083 REBELLION』では、さらに明確に描写がされ、部隊では最後まで生き残り単機でガトーに挑むも、力及ばず戦死する。

### グリーン・ワイアット
Green Wyatt
声 - 田中秀幸
地球連邦宇宙軍所属で、階級は大将。劇中でおこなわれた観艦式の観閲官。軍事的駆け引きと謀略を交えた戦い方を好む。イギリス出身者であるらしく、観艦式の演説にプランタジネット朝のエドワード3世の故事を引き、私生活の面では紅茶を必ず定時に愛飲するなど、ステレオタイプな英国紳士的振る舞いに固執している。実戦部隊の過半に影響力を及ぼせる程のタカ派であり、コーウェン配下の改革派将校グループを「駆け引き事に疎い、不器用者」と見なして疎んじているが、一方で同じくタカ派の筆頭であるジャミトフらとも対立関係にある。なお、観艦式前の訓示では「スペースノイドども」と発言するなど、スペースノイドに対しては差別的な態度を取っている。
乗艦はルナツー方面軍第2守備艦隊旗艦のバーミンガム。腐敗した連邦軍人として描かれるが、星の屑作戦前夜にシーマからの求めに応じ、作戦の詳細を得るために取引しようとしたり、MSの有効性を認める発言をするなど、無能とは言いがたい側面を持つ。シーマとの取引はアルビオンの意図せぬ遭遇により失敗するが、この際に機転を利かせて小芝居を打ち、中心人物であるシーマを無傷で逃げられるように配慮している。その後、コンペイトウで観艦式を行うことでジオン残党を誘き寄せ一網打尽にしようと企むが、包囲網をすり抜けたガトーの核攻撃でバーミンガム諸共標的とされ戦死する。
加登屋みつるの漫画版では連隊の総指揮官として登場するが、映像版と同様の最期を遂げる。
漫画『機動戦士ガンダム C.D.A. 若き彗星の肖像』では、ライラ・ミラ・ライラ、ベン・ウッダーの部隊を率いて、ジオン残党軍の拠点「ヴァールシカ」を攻撃。その際、陥落直前に敵の要塞が自爆したのを自分の手柄としている。
漫画『MSV-R 虹霓のシン・マツナガ』では、宇宙世紀0079年9月、ルナツーから艦隊を率いて、ミネバ・ザビの出生祝のためにドズル、キシリア、デギンのザビ家3名が集うソロモンを襲撃する「アンタレス作戦」の指揮をとるが、コンスコン艦隊らの抵抗により撤退する。
漫画『機動戦士ガンダム0083 REBELLION』では、シーマとの取引をアルビオンのモビルスーツ隊が意図せずに妨害してしまった際に、取引停止を防ぐためにアルビオン側のモビルスーツをバーミンガムの主砲で蒸発させようとするなど、策謀家として機転の速さを見せるが、実行前にアルビオンからのレーザー通信が入り、友軍撃墜のログデータが残る事を恐れて未遂に終わる。観艦式ではソロモン戦で大破したビグ・ザムを連邦系技術で修復した機体を投入するが、ラングから出現したガンダム試作2号機を撃墜し損ねてしまい、乗艦バーミンガムとともにアニメ版同様の結末を迎える。

### ジーン・コリニー
声 - 岸野一彦、青森伸（5.1ch版）
連邦宇宙軍所属で、階級は大将。アニメ版および小説版では「提督」と呼ばれており、事実上の総司令官もしくはそれに近い立場にあると思われる。（ギレンの野望の映像では一年戦争末期の時点でレビルの直属としてティアンムに次ぐ発言力があった様子が描かれている）
当時の連邦軍内主流派である保守派の1人で、レビル亡き後の改革派を束ね兵からの求心力もあるコーウェンの存在を快く感じていない。デラーズ紛争中、腹心のジャミトフと共謀してシーマとの裏取引に応じ、デラーズの身柄拘束と交換でシーマ艦隊の赦免と連邦への帰順を約束する。一方で連邦軍他派閥のデラーズ紛争最終局面への介入を排除するため、コーウェンをガンダム試作2号機奪取などの責任をもってガンダム開発計画責任者としての任を解き拘束。部下のナカトに命じ、アルビオンがガンダム試作3号機を受領しようとするのを妨害する（3号機がコウの手に渡ると知ると、「何故3号機はアルビオンに渡った」とつぶやいている）。
側近のジャミトフ・ハイマンと共謀し、連邦軍部の完全掌握を目論んでいるが、ティターンズ結成後の動向は不明。猫のヒマラヤンを飼っており、劇中ではジャブローに持ち込んで自分の膝の上に乗せている光景が見られる。
漫画『機動戦士ガンダム C.D.A. 若き彗星の肖像』では、ジャミトフとの密談の際に提出されたジオン残党狩り特殊部隊の編成案を承認しており、ティターンズ台頭への道を開いたという意味で”グリプス戦争の隠れた戦犯”である事が分かる。

### ジャクリーヌ・シモン
Jacqueline Simon
声 - 荒木香恵
アルビオンのブリッジ・オペレーターで、階級は軍曹。フランス系の女性。任務中は一貫して冷静沈着、ビジネスウーマン的な雰囲気を漂わせるが、モンシアがモーラの部下にちょっかいを出した際は呆れた様子でパイロットへの不満を漏らしたり、フォン・ブラウン市のバーでは酔ってスコットに絡んでいる。

### ジョン・コーウェン
John Kowen
声 - 渡部猛
地球連邦宇宙軍第3地球軌道艦隊司令で、階級は中将。黒人系の将校である。連邦軍再建計画の一環であるガンダム開発計画の責任者。当時の連邦軍内部においては少数派である改革派に属している。
数少ない主人公たちの理解者であるが、一年戦争終結後とはいえ、それを認めないジオン残党軍がまだ有効な戦力を保持している状況の中、南極条約を無視して核兵器搭載型のガンダム試作2号機の開発を推し進めた中心人物でもあり、単純にハト派とは言い難い。元々、技術畑の人間だったせいか、他の派閥の将校ほどには駆け引きごとに不器用な面があり、亡きレビルから受け継いだ派閥の劣勢ぶりに苦慮している様子が伺われる。（アナハイムの協力で進めていたガンダム開発計画で核装備という苛烈なオプションまでがあったのは、功績づくりを焦ったが故とも受け取れる）
アルビオンクルーの数少ない理解者であり、できる限りの支援を行っていたが、少数派であるためその支援力は乏しく、艦長であるシナプスに詫びているシーンもある。上官であるジーン・コリニーからは敵視されていたためか、シーマ艦隊と通じる裏取引の現場を目撃してしまい、真っ向から問い詰めようとした事でコリニーの傍にいたジャミトフに拳銃を向けられ、告発に動く猶予さえ与えられないまま全権限を剥奪されて兵士に拘束される。
その後、兵士と共に連行される途中でコロニー落としでジャブロー上空を通過するコロニーを目撃し、「この一撃が歴史を変える」と述べた。その言葉通り、これら一連のデラーズ紛争により連邦軍中枢は改革派の無力化によって自浄能力を失い、その間隙を付いてジャミトフを頂点とする連邦軍の強硬派が勢い付いた結果、ティターンズの台頭につながってしまう。
ゲーム『機動戦士ガンダム戦記 Lost War Chronicles』では、一年戦争時に准将として登場。
漫画『0083 REBELLION』では、一貫して「コーエン」と表記される。

### ステファン・ヘボン
Stephane Hepburn
声 - 藤城裕士
地球連邦宇宙軍コンペイトウ鎮守府司令官で、階級は少将。黒い丸縁眼鏡を愛用している。観艦式襲撃事件の直後、自らマゼラン改級戦艦「ツーロン」に座乗し、全艦隊戦力でデラーズ・フリートおよび彼らに強奪され月への落下軌道をとるコロニーの追撃に向かう。当初は幾分楽観的で、ヘボン自身も平然と受け流していた。これは襲撃によって艦隊の3分の2が戦闘不能となったものの、それでも連邦の保有戦力がデラーズ・フリートをはるかに圧倒していたためである。要は「戦術としては敗北したが戦略として、連邦側の優位は動かない」と言える状況だからであった。
しかし、追跡していたコロニーは落下を忌避したアナハイム社の放ったレーザーによる加速力で一気に地球へと軌道を変更し、これにより行動していた麾下の全艦隊が一斉に推進剤不足によってコロニーの動きに追従できなくなる。その後、補給を済ませて追撃を再開しようとするが、コリニーからシーマ艦隊との密約と第1地球軌道艦隊がソーラ・システムIIの迎撃準備を進めていることを知らされ、コリニー派に踊らされていた自分の状況に唖然とすることとなる。
漫画『機動戦士ガンダム0083 REBELLION』では、保守派の実戦部隊関係者を率いるグリーン・ワイアット大将の威勢に阿って友好的な態度を示していたが、彼が戦死するや「鼻につく気取り屋が目立とうとするからこうなるのだ」と嘲笑う場面もあり、その小人物ぶりが明確になっている。
小説版の方では、大艦隊を擁する自分の失態を、独力でカバーできなかったアルビオンに対する節度の無さがより強調されており、『役立たずの艦』『無能艦』と罵り言葉がより明確となっているが、その当人自身が、鎮守府司令官という立場にありながら警備対象の観艦式への核攻撃を許した上、大艦隊を動員しておきながらコロニーの追撃に失敗するなど、手ひどい失態を連続で犯しており、与えられた権限に見合う能力がない無能な軍人の典型例である事がはっきり描かれている。以上の点から流石に連邦軍首脳部も彼を鎮守府司令官というエリート職に据え続ける事は出来なかったと見え、後日のどのエピソードにも登場していない。
エンドロールでは「基地司令」となっており、名前は記載されていない。最終巻発売直後の書籍や小説版では名前が確認できる。

### チャック・キース
Chack Keith
声 - 山田義暒
地球連邦軍トリントン基地所属のテストパイロットで、階級は少尉。地球育ちの20歳。コウとは士官学校時代からの親友。
主な乗機はザクIIF2型（連邦鹵獲機）、ジム・キャノンII、ゲルググM（連邦鹵獲機）、GファイターII（漫画『機動戦士ガンダム0083 REBELLION』）、ハイザック（漫画『機動戦士ガンダム0083 REBELLION』）。
トリントン基地所属時はコウともどもヒヨッ子軍人だが、モンシアらが課す厳しい訓練、上官バニングの死、そしてデラーズ・フリートとの数々の戦闘を経て成長していく。デラーズ・フリートによる一連の事件の記録抹消後は罪状が消滅し釈放。OVA版では北米オークリー基地に赴任するコウを、鹵獲機のゲルググ・マリーネのピースサインで出迎える。
初めのうちはニナにアプローチするが、コウとニナの関係が親密になると煮え切らないコウの背中を押し、彼自身はいつの間にかモーラと仲を深めていく。劇中では、一年戦争からの精鋭揃いのガンダム強奪部隊との戦いにも勝利し、また、その後のデラーズ紛争も最前線のアルビオンに所属しながら最後まで戦い抜くものの、同じ新米ながらもガンダムに搭乗し活躍するコウと比べて一見頼りなさげな印象を残す。

### ディック・アレン
Dick Allen
声 - 秋元羊介（第1話、劇場版、5.1ch版）、筈見純（第2話、ゲーム「機動戦士ガンダム ギレンの野望」シリーズ）
地球連邦軍トリントン基地所属のテストパイロットで、階級は中尉。ガンダム試作1号機用のバックパックの試作型を搭載したパワード・ジムのテスト・パイロットを務める。トリントン基地所属のパイロットの中ではバニングに次ぐナンバー2の腕前と自負しており、事実、模擬戦でコウ、キース、カークスらが3人がかりで挑んでも歯が立たない（ただし、3名の乗機は旧式のザクである）。
デラーズ・フリートによってガンダム試作2号機を強奪された際は、バニングの指揮のもと、追撃戦に参加。そして2号機回収に降下したコムサイIIを発見しこれを狙撃しようとするも、不意をついて現れたアダムスキーのドム・トローペンの奇襲を受け戦死。コウがアレンの部屋で遺品の整理に当たる際にはアメリカンフットボールに関連したものが多く確認でき、写真やカップから自身もアメフトプレイヤーであったことがうかがえる。
漫画『機動戦士ガンダム0083 REBELLION』では、パワード・ジム自体はアダムスキーによって破壊されるが、トリントン基地襲撃を生き延びている。GアーマーIIに搭乗した際は一射で2機のMSを撃ちぬくなど、部隊エースとしての腕前が描写されている一方、それを上回るプライドの高さも見せており、乗機を破壊されてしまった屈辱からコウに自分にガンダム試作1号機を譲れと強要したり、それが認められなかった後は、「教育」と称してコア・ファイターのガイドビーコンをわざと切る等、陰湿な嫌がらせも行っている（下手をすると、1号機を失われる上に、搭乗していたコウだけでなく、周囲にいた整備員たちまで命を落としかねない大惨事になる所だったため、教育や嫌がらせでは済まされないとも言える）。
しかし、死を恐れたことから除隊する意向をバニングに相談。バニングの計らいで転属することに変わりアルビオンから降りる。その後、転属先への移動にオービルと同じ護送車に乗り襲撃を受ける。その際、オービルがアルビオンのメガ粒子砲に破壊工作を行ったことを聞き入れ、コア・ファイターIIに搭乗してキンバライド基地での戦闘に参加。メガ粒子砲の破壊工作についてアルビオンに伝えるも、戦闘中に怪我を負い、ノイエン・ビッターが搭乗するアッザム・リペアのメガ粒子砲を阻止するため、機体ごと特攻し戦死する。

### ナカッハ・ナカト
Nakohha Nakato
声 - 大滝進矢
地球連邦宇宙軍所属の第401警戒中隊長で、階級は少佐。コリニーの軍閥に属する。彼の命令に従いラビアンローズに急行し、ガンダム試作3号機のトライアルを凍結し封印する。コーウェンの内諾を得ていたアルビオン乗組員たちはラビアンローズ到着後、彼の口からガンダム開発計画が軍本部の管理に移行したことを知り、ガンダム試作3号機受領を阻まれる。その後アイランド・イーズにまつわる事態が急変し、ガンダム試作3号機奪取を強行するアルビオン乗組員との争いの中で、ナカトはコウをかばったルセットを殺害してしまう。その責任をコウに転嫁し、独自の判断で処刑しようとするが、アルビオンクルーによって逆に拘束された。
漫画『機動戦士ガンダム0083 REBELLION』では、デラーズ紛争終結後にティターンズへ入隊した。

### Y・ビコック
Y Bicok
声 - 橋本晃一
地球連邦軍トリントン基地所属で階級は技術大尉。パワード・ジムを使用した模擬戦において、データ収集を行う。

### ピーター・スコット
Peatar Scott
声 - 菊池正美
アルビオンのブリッジ・オペレーターで、階級は軍曹。至るところで航路計算に電卓を叩く姿が見られる。

### ホーキンズ・マーネリ
Hawkins Marnery
声 - 阪脩
地球連邦軍トリントン基地司令で、階級は准将。ガトーによるガンダム試作2号機強奪の際、ボブ操縦のザメルの攻撃が司令部を直撃、戦死する。ガンダム試作2号機に搭載する核兵器をトリントン基地の核貯蔵庫から取り出す際、彼の網膜スキャンとパスワード入力が必要とされる。

### モーラ・バシット
Maula Bashit
声 - 伊倉一寿
アルビオン所属のモビルスーツ整備中隊長で、階級は中尉。地球生まれの26歳。姉御肌の大柄な女性。強奪されたガンダム試作2号機の追撃任務に着くに当たり、アルビオンに補充されたモビルスーツの整備も合わせて担当することになる。
仕事の関係と同じ女性という立場からか、ニナは登場時から親密な関係を築いている。また、追撃作戦中にキースと交際するようになる。

### ラバン・カークス
Raban Karcs
声 - 森川智之
トリントン基地所属のテストパイロットで、階級は少尉。バンダナがトレードーマーク。コウとキースより3日前の就任であるが、先輩風を吹かす。旧式のザクに搭乗させられることに不満を持っており、新型機に乗り込むことを熱望している。小説版によれば、一年戦争で肉親のほとんどを失ったとされる。模擬戦ではコウやキースともども、アレンのパワード・ジムにいいようにあしらわれる。その後バニングやアレンと一緒に、士官食堂にてニナ・パープルトンと会話するが、ラバンはニナとは相性が悪く、一連のシーンで2度憤って怒りを表している。その後ガンダム試作2号機強奪の際、迎撃のために出撃するが、格納庫を出た直後にゲイリーのドム・トローペンから攻撃を受け、ザク・マシンガンで応戦するもヒートサーベルで機体を両断され戦死。

## 旧ジオン公国軍系（デラーズ・フリート、アクシズを含む）
以下の人物の詳細は各項目を参照。
- アサクラ（CDシネマ『宇宙の蜉蝣』に登場）
- アナベル・ガトー
- エギーユ・デラーズ
- ケリィ・レズナー
- シーマ・ガラハウ
- ハマーン・カーン

### アダムスキー
Adamski
声 - 田原アルノ
元ジオン公国軍のMSパイロットで、階級は少尉。ガンダム試作2号機強奪の支援要員としてドム・トローペンに搭乗、トリントン基地を襲撃してガトーを援護する。その後、同基地からの追撃部隊を払いのけ、アレンが駆るパワード・ジムを撃破するなどの戦果を挙げながら、ガトーと2号機の脱出をサポート、ユーコン級潜水艦U-801から派遣された回収艇との会合ポイント付近の海岸において、キースの乗るザクIIの頭部ユニットを破壊しとどめを刺そうするも、ヒートホークによる反撃を受け戦死。

### ヴィリィ・グラードル
Bily Glardle
声 - 稲葉実
デラーズ・フリート所属のガトー艦隊旗艦「ペール・ギュント」艦長で、階級は少佐。衛星軌道上に脱出したガトーのガンダム試作2号機を回収し、途中でシーマ艦隊によって故意にニアミスを起こさせられるも、無事に茨の園に帰還する。
観艦式襲撃の際には、ガトーに出撃の信号弾を打ち上げるように要請され、作戦の成否は奇襲にかかっていると主張するも、結局ガトーの意を汲み打ち上げる。月での推進剤点火後ガトーの部隊とともに出撃し、防衛線突破を狙うコウのガンダム試作3号機をメガ粒子砲と対空機銃で正面から迎撃するが、奮戦むなしく大型ビームサーベルの攻撃により艦橋を切り裂かれ戦死する。
なお、名前は設定画ではビリィであった。

### ウォルフガング・ヴァール
声 - 岸野一彦
階級は大尉。ビッター出撃後のキンバライド基地を任される。「HLVを無事打ち上げることができMSを失えば基地としての役割が終わる」とするビッターの命令を受け連邦軍に白旗を掲げて基地ごと降伏する。旧世紀のドイツ軍の戦車将校に同名の人物が存在する。名前は設定画ではヴォルフガングであった。

### カリウス
Karius
声 - 飛田展男
ジオン公国軍のMSパイロットで、宇宙攻撃軍第302哨戒中隊所属。穏やかな性格の青年。デラーズ紛争時の階級は軍曹、一年戦争時の階級は、軍曹と伍長の2説ある。
コンペイトウ湾内に侵入するガンダム試作2号機を追撃しようとするジム部隊を、リック・ドムII単機で抑えられるほどの腕前を持ち、ガトーからの信頼も厚い。ガトーに率いられてア・バオア・クー防衛戦に参加し、被弾したガトー機と共にグワデンに着艦した後、デラーズの撤退命令に従う。
カラマ・ポイントでの協議で地球圏残留を望み、サイド6に潜伏する。デラーズ紛争では観艦式襲撃から参戦し、最終局面では月面の地球連邦軍が地球軌道上に接近していたため、ガトーにアクシズ先遣艦隊への合流を促すが、彼がコウとの決着を望んだため、ニナを乗せた脱出ポッドをガトーから受け取り、アクシズ先遣艦隊と合流してアクシズへの脱出を果たす。その結果、デラーズ・フリートの主要メンバーかつガトーの部下で唯一生き残ったが、その後の消息は不明。
ゲーム『SDガンダム GGENERATION-F.I.F』には「星の屑」から数年後、少佐になったカリウスがアクシズの核兵器装備MS・ギガンティックに搭乗し、ジャブローへ核攻撃を仕掛ける架空戦記のシナリオが存在する。
『0083』の設定画では「カリウス」とのみ表記されており、本編や字幕もそれに従っているが、後年に発売されたゲーム作品などでは「カリウス・オットー」とのフルネーム表記が見られる。

### クルト
Kult
声 - 稲葉実
シーマの部下。ケリィの代わりにヴァル・ヴァロのパイロットになる予定だった。初めはシーマと共にケリィの元を訪れ、その後引渡しの費用の金塊を持参し単身赴く。その際に、ケリィに対し自分がヴァル・ヴァロのパイロットになると発言し、シーマの本心を明かしてしまう。ケリィはその裏切りに憤慨し、ヴァル・ヴァロを単独で発進させてしまう。
最初はシーマは「勧誘を袖にしてヴァル・ヴァロを持って連邦に寝返るのか」と思っていたが、クルトの態度で「クルトが余計なことを言ってケリィを煽ってしまった」と気づいた。その後、シーマから責任を取らされる形（この時点でヴァル・ヴァロを自軍に吸収することがほぼ不可能になったため）でザクIIF2型1機で放出され、命じられるままヴァル・ヴァロと戦うことになる。マシンガンで応戦するも当然ながら全く相手にならず、ヴァル・ヴァロの体当たりによって機体を真っ二つにされ戦死。小説版では「俺の乗っていたMA-05―」という発言があり、一年戦争の時期にモビルアーマーのパイロットとして活躍していた時期もあったような描かれ方をしている。1話しか登場しないが、ゲーム『ギレンの野望』、『カードビルダー』にも登場しており、演じた稲葉も「いやらしい役どころが好き、残念なのは1話限りで死んでしまったこと」とコメントしている

### ゲール・ハント
Geil Hunt
声 - 宮内敦士
Blu-Ray Box特典のピクチャードラマ「宇宙の蜉蝣2」に登場。アニメ本編には登場しない。
一年戦争時に突撃機動軍グラナダ海兵上陸戦部隊「MAUゲール」を率いる。階級は中佐。終戦直後にア・バオア・クーから脱出、地球連邦政府からB級戦犯として指名手配されるが、のちに自首している。眉間を中心に傷跡があり、右の口元が引きつったように歪んでいる。
アニメ版と展開が異なる漫画『機動戦士ガンダム0083 REBELLION』にも登場。部下思いの人物として描かれており、一年戦争のブリティッシュ作戦ではシーマ・ガラハウ中佐率いる「MAUシーマ」とともにコロニーへの毒ガス注入に従事し、眉間の傷と口元の歪みはその際の負傷によるものとされる。宇宙世紀0083年、シーマからともにデラーズ・フリートへの参加を要請されるが、デラーズの演説を見たときの嫌悪感から連邦軍当局に自首する。その後、部下の遺族への補償を条件にグリーン・ワイアットの部下となり、クロウド・カーツの偽名で少尉として連邦軍に編入される。キルゲレス隊の一員としてジーライン・フルカスタムに搭乗、索敵任務の増援としてアルビオンに配備され、その裏でシーマ艦隊との交渉役となるも、ガンダム試作1号機 フルバーニアンの介入により不調に終わる。
観艦式襲撃事件でワイアットが死亡し、彼との契約が反故になったため逃走、元同僚の追撃を受けるが、慣熟訓練中に偶然発見したシーマらにより救助される。そこで再び参加を要請されるも、部下のために戦うことを理由に拒否している。その後、コロニージャックを成功させたシーマ艦隊とデラーズが座乗するグワデンの接触直前に、残骸を装った機体で現れ、戦犯の汚名を着せられ死んでいった部下の仇として、「戦争を繰り返す愚かな指導者」であるデラーズの命を狙うが、シーマのガーベラ・テトラにより乗機を撃破される。しかし寸前で脱出しグワデンに侵入、シーマもいるブリッジでデラーズの頭を撃ち抜く。本懐を遂げたゲールは部下たちのところへ行くため、ブリッジからガトーのノイエ・ジールに向かって発砲しながら有線クローアームの直撃を受け、死亡する。
なお、シーマの持っている賽はゲールが渡したものとされ、シーマの台詞にある「どうせこの世は一天地六」もゲールの口癖である。

### ゲイリー
Gaily
声 - 田口昂
元ジオン公国軍のモビルスーツパイロットで、階級は少尉。ガンダム試作2号機強奪を支援すべくドム・トローペンに搭乗、ボブ、アダムスキーらとトリントン基地を強襲する。ジオンの魂とも言えるザクが連邦軍に鹵獲使用されていることを嘆き、カークスのザクIIF2型を一刀両断し撃破している。その後は登場せず、襲撃の翌朝に彼のものらしいドム・トローペンの残骸がトリントン基地にて確認されている。アダムスキー機とゲイリー機は武装が若干違い、90ミリマシンガンとシュツルムファウストで武装しているのがゲイリー機である。
漫画『機動戦士ガンダム0083 REBELLION』では、コウのガンダム試作1号機を追い詰めるも、バニングに不意を突かれる形で撃破されている。

### タッケン
声 - 巻島直樹
コムサイIIのパイロット。階級は軍曹。試作2号機を収容して発進直後に、追撃するコウのガンダム試作1号機により撃墜された。

### デトローフ・コッセル
Deatloaf Kocsel
声 - 掛川裕彦
元ジオン公国軍突撃機動軍所属の兵士で、シーマ艦隊旗艦「リリー・マルレーン」艦長兼シーマの副官。階級は大尉。サイド3の3バンチコロニー「マハル」出身。海賊同然の格好及び表情をしている。シーマに「シーマ様」の呼称を最初に使った人物。一年戦争が終結する頃にはシーマ艦隊全体に定着してしまっているが、シーマ自身は当初「シーマ中佐」と呼ぶようたしなめていた。シーマからの信頼も厚い。
いかつい巨漢だが、シーマの挙動を見て彼女が望む指示を的確に見極めるなど副官としては極めて有能。デラーズ紛争最終局面において、シーマと共にグワデン艦橋制圧を敢行。しかしデラーズの死に怒るガトーの駆るノイエ・ジールの一撃で艦橋は破壊され、コッセルは部下共々真空の宇宙に放り出され、死亡する。
漫画『機動戦士ガンダム0083 REBELLION』では、ソーラ・システムII照射の際にシーマのガーベラ・テトラの盾となるようリリー・マルレーンを指揮し、艦と運命をともにする。
なお、旧世紀のドイツ軍戦車将校に似た名の人物（ハンス＝デトローフ・フォン・コッセル）が存在する。

### ドライゼ
Dorize
声 - 仲木隆司
ガトーの要請に応えガンダム試作2号機奪取作戦に参加したユーコン潜水艦U-801の艦長で、階級は中佐。奪取が成功した後も、ガトーの計画を予測しコムサイIIが撃破された際に備えて回収艇を用意するなど、卓越した作戦立案能力のある人物。
漫画『機動戦士ガンダム0083 REBELLION』では、民間船に扮したジオンの偽装船にガトーを託した後、コウのガンダム試作1号機に潜水艦ごと撃沈させられ戦死する。

### ノイエン・ビッター
Newen Bitter / Neuen Bitter
声 - 池田勝
元ジオン公国軍東アフリカ方面軍第3突撃機動師団司令。階級は少将でMSパイロットでもある。一年戦争終結後も通信用ダイヤモンド採掘鉱山跡を利用したキンバライド基地を建設しアフリカで抵抗戦を続けている。小説版によれば一年戦争中、デラーズに何か恩義があったらしい。
デラーズ紛争では、宇宙から下りてきたガトーにボブ、ゲイリー、アダムスキーら3人のパイロットを支援要員として派遣。また宇宙への帰還手段を失ったガトーを部下たちの歓声とシャンパンで温かく迎え入れ（曰く「とっておきの最後の1本」）、大気圏離脱の二次手段にHLV（大型輸送カプセル）を提供している。アルビオン隊の存在を察知した際はHLVの発射時間を稼ぐべく、基地保有の残存モビルスーツ全てをもってアルビオン隊を攻撃、自身もブースター付きザクII F2型（小説版ではザクII S型をさらに追加ブースターで強化したカスタム機）に搭乗し、アルビオン隊所属のモビルスーツ部隊と互角以上の戦闘を行った。
ろくな補給も見込めない潜伏生活で3年間基地を維持し、基地内の人員を士気の高い状態のまま掌握していたことから、彼の指揮官としての実力の高さ及び人望の厚さがうかがえる。さらにアルビオンの戦力を分断し、時間を稼ぎつつ旗艦の撃墜も狙うなど、戦術家としても、また1人のMSパイロットとしても高い能力を持つ。それら優秀な軍人ぶりはガトーをして「武人の鑑」と評されている。『星の屑作戦』の概要を「機密保持のために誰にも明かしてはならない」ことを命じられていたガトーは、彼に対する無念と申し訳なさから「閣下…これほどにしていただきながら、我が動きをお話できず…！」と、顔を歪めて臍を噛んでいた。その様子を見て「それが作戦というものだ」と理解を示し気に病むことは無いと慰める器量の大きさも持つ。
出撃直前、ガトーに基地で採掘されたブルーダイヤモンドとキンバライド基地の志を託す。その一方、副官のヴァール大尉を通じて部下たちに、HLV射出成功後は連邦軍へ投降するよう命令。自身はアルビオンのMS部隊と戦い、これを追い詰めアルビオンに肉薄するも、コウの搭乗するガンダム1号機のビームライフルでコックピットを貫かれて戦死する。
OVA『機動戦士ガンダム MS IGLOO2』第2話では、名前のみが登場している。一年戦争時、大佐として地球に降下した彼はフランスの制圧を目前にしてバスク地方に橋頭堡を確保した連邦軍（ドーバー海峡の欧州側を固める時間を稼ぐために連邦軍が企図した陽動作戦だった）の掃討の任を課せられて転進し、決定的な勝機を逃している。
漫画『機動戦士ガンダム0083 REBELLION』では、アッザム・リペアに搭乗。

### ボブ
Bob
声 - 佐藤正治
元ジオン公国軍のモビルスーツパイロットで、階級は中尉。ザメルに搭乗しトリントン基地襲撃に参加。アダムスキー、ゲイリーの両名が基地に突入する一方で、後方からU-801への攻撃座標指示と680mmカノン砲による火力支援をおこない、マーネリ准将が指揮を執っていた基地司令部への直接砲撃を成功させ、トリントン基地の機能を麻痺させている。トリントン基地脱出後もガトーを支援し続けるが、バニングのジム改に撃破される。

### ユーリー・ハスラー
Urey Husrer
声 - 青森伸
アクシズ先遣艦隊司令で、階級は少将。星の屑作戦の支援を了承した新摂政ハマーン・カーンの意向を受け、アステロイド・ベルトより艦隊を率いて地球圏へ帰還する。当時のアクシズ上層部は、拡張途上の軍備で連邦軍と本格的に事を構えるのは時期尚早と考えており、その麾下艦隊は一切の交戦を禁じられていた。このため、ハスラーたちが担う支援は、星の屑作戦終了に伴うデラーズ・フリート消滅後の残党兵の回収にほぼ限られている。デラーズ紛争後、アクシズへの帰還へ艦隊進路を取り、民間人であった二ナを逃す。
乗機であるガンダム試作2号機を失ったガトーは、この先遣艦隊からノイエ・ジールを受領している。なお、デラーズとは旧知の仲であったことをうかがわせる発言をしている。
デラーズ紛争後の消息は不明だが、漫画『機動戦士ガンダムΖΖ外伝 ジオンの幻陽』ではその姿が確認できる。ゲーム『機動戦士ガンダム ギレンの野望 アクシズの脅威』ではシャア率いるネオ・ジオンにも参加している。

## 民間人（アナハイム・エレクトロニクス含む）
以下の人物の詳細は各項目を参照。
- ニナ・パープルトン

### オサリバン
Orsaryvan
声 - 市川治、小形満（5.1ch版）
アナハイム・エレクトロニクス（AE）社の常務でニナの上司。アルビオンの入港を歓迎する一方で、裏ではシーマと通じておりMSの横流しなどを行っていたようである。フォン・ブラウン市の上層部も抱き込んでおり、月面へのコロニー落としを防ぐためとして落下するコロニーへのレーザー照準を行う。デラーズ紛争の沈静後、拳銃で頭部を打ち抜いて遺体となっているのが発見された。公式には「自殺」とされているが、小説版などでは（紛争の裏事情を色々と知っていたため）何者かによる謀殺を匂わせる描写もあり、真相は不明となっている。
スマートフォンゲームアプリ『機動戦士ガンダム U.C. ENGAGE』のイベント「0082 ペッシェ・モンターニュ ～星屑たちに花束をI～」では、宇宙世紀0082年に旧公国軍の「ビショップ計画」を再始動させるために暗躍する。「0083 ペッシェ・モンターニュ ～星屑たちに花束をII～」では、フラナガン機関出身のペッシェを執務室に呼び出し、シーマとの密約やビショップ計画の真実を伝え、オーガスタ研究所へ行くよう促す。激昂したペッシェはオサリバンに銃を向けるがクレナによって止められ、クレナに外患誘致と横領の容疑で逮捕状が出ていることを伝えられたオサリバンは狼狽する。

### クレナ・ハクセル
Clehna Hacswell
声 - 一城みゆ希
AE社のドック艦ラビアンローズの責任者で、「所長」と呼ばれる。
「星屑たちに花束をI」では、ガンダム開発計画の前段階に開発される試作0号機およびエンゲージゼロのプロジェクト・リーダーを務めている（なお、この0082年時点で「所長」と呼ばれている）。「同 II」にも登場。
漫画『機動戦士ガンダム0083 REBELLION』では試作0号機の開発責任者とされるが、教え子であるニナによる問題点の指摘により同機の開発設計自体がお蔵入りとなり、そのため課長からラビアンローズの所長に左遷されている。その後はラビアンローズで試作4号機を全面的に再設計して完成させ、フルバーニアンとの模擬戦をおこなわせる。これについて、ターニャにニナとの確執によるものかと指摘されるが、教え子の成長を確認できるいい機会であると返答している。

### ニック・オービル
Nick Aubil
声 - 塩屋翼
AE社の職員で、ガンダム試作1号機および2号機のメカニック担当（「星屑たちに花束を II」より）。しかし実際はデラーズ・フリートのスパイで、コードネームはブラウエンジェル（「嘆きの天使」の意）。
アルビオンに乗艦し、ガトーを基地内に紛れ込ませ2号機奪取を支援する。その後も内通を続けるが、艦内通路でキースとぶつかった際にばらまいた機密資料のうち、拾い忘れた1枚をバニングが手にしたことでスパイであることが発覚。コア・ファイターIIの予備機を盗み、アルビオンから脱出するも、これは敵基地の位置を把握するためのシナプスの策であった。キンバライド基地に逃亡しようとするも、基地所在の発覚を恐れたビッターの命を受けたザクに撃墜される。パラシュートで脱出に成功するもののその後は見捨てられ、以後の消息は不明。
「星屑たちに花束をI」では公国出身であることが明確にされ、エンゲージゼロのメカニックを務めている。
漫画『機動戦士ガンダム0083 REBELLION』では、アリス・ミラーにデラーズ・フリートのスパイであることを察知され、アルビオン内で拷問を受け、キンバライド基地への情報などを漏らす。その後、護送車で移動中、ジオンの取引相手であるダイヤモンド密輸者に護送車を襲撃され、自身も射殺される。
しかし、アルビオンから下船する前にメガ粒子砲に破壊工作を行い、HLVの攻撃阻止に一役買った。

### ピーター・パープルトン
声 - 依田英助、秋元羊介（劇場版）
ニナの父。月面都市ニューアントワープに妻とともに住んでおり、戦艦に乗り込んでいるニナの安否を心配している。

### ポーラ・ギリッシュ
Poral Guilish
声 - 松井菜桜子
AE社の職員。ニナをデートに誘えずに話を替えてしまったコウに対し、MSしか扱えないのかと罵る。

### ラトーラ・チャプラ
Latuera Chapra
声 - 小林優子
月面都市フォン・ブラウン市の最下層工業区画に住む女性。ジャンク屋を営むケリィの身の回りの世話をするが、恋人というわけではないらしい。ケリィの過去と心情をよく理解しており、同時に彼が再び戦場に戻ろうとすることに強く反発する。ゆえにそれを誘発する行動をとる（ように見える）コウの言動に反感を抱く。
漫画『機動戦士ガンダム0083 REBELLION』では、ケリィとの間の子供を妊娠しているが、ケリィ本人はその事に気づいていない。

### ルセット・オデビー
Lucette Audevie
声 - 勝生真沙子
AE社の職員で、ガンダム試作3号機のシステム・エンジニアを担当。ラビアンローズで3号機の実動試験に当たるが、連邦軍上層部の政略によってトライアルは中止されてしまう。
3号機の完成及び実戦投入に強い意欲を抱いており、軍規を無視して封印中の3号機奪取をコウにそそのかすなど、ニナとは別の意味で傍若無人な性格である。その結果、ナカトの銃弾からコウをかばい死亡する。死亡する直前には、ニナがガトーと交際していた現場を見かけたことをニナに告げて息を引き取る。
3DCGアニメ『GUNDAM EVOLVE 4』では、ラビアンローズにてパイロットのデフラ・カーと共に3号機の実働実験に携わる様子が描かれている。テスト中に襲来したジオン残党軍を迎撃し、圧倒的火力をもってほぼ敵機を殲滅するが、制御を失ってオーキスと分離・漂流しているところを生き残っていた残党にコア・ブロック・システムのコックピットを狙撃され、デフラを失う。
「星屑たちに花束をI」では、エンゲージゼロのエンジニアとして登場する。「同 II」にもガンダム試作3号機のエンジニアとして登場、ペッシェが「I」で交戦したジオン残党とAE社との繋がりの裏を取る。

## 漫画版『0083 REBELLION』のみの登場人物
本項では、夏元雅人の漫画版『機動戦士ガンダム0083 REBELLION』にのみ登場し、アニメ版『機動戦士ガンダム0083 STARDUST MEMORY』には登場しない人物について記述する。

### 地球連邦軍 (REBELLION)
以下の人物の詳細はリンク先を参照。
- アリス・ミラー
- テリー・サンダースJr.
- ノエル・アンダーソン
- マット・ヒーリィ
- レーチェル・ミルスティーン

ターニャ・チェルモシャンスカヤ
情報部所属の技術監査官で、階級は中尉。
上官のアリス・ミラーと共に、ガンダム試作2号機強奪事件の真相解明のために、ペガサス級強襲揚陸艦アルビオンに同乗する。コウと接するニナに嫉妬するような態度を見せ、時折衝突している。
レスター
「キルゲレス隊」の指揮官で、階級は少佐。
アルビオンの増援部隊として現れるが、グリーン・ワイアット直々の命により、アルビオンとは指揮系統が別の独立部隊として行動する。

### 旧ジオン公国軍系 (REBELLION)
以下の人物の詳細はリンク先を参照。
- オリヴァー・マイ
- ケン・ビーダーシュタット
- ヒデト・ワシヤ
- モニク・キャディラック

ギャリー・ロッジ
旧公国軍インド洋方面軍第203戦略海洋部隊所属「深淵のクラーケン隊」の隊長。階級は少尉。
ズゴックEに搭乗。ドライゼの援軍要請に応じ、アルビオンを奇襲する。
クララ・ロッジ
「深淵のクラーケン隊」の隊員で、ギャリー・ロッジの妹。階級は軍曹。
兵学校で一日教官として現れたシーマに憧れを抱いている。グラブロに搭乗し、アルビオン奇襲の際にガトーの乗るガンダム試作2号機がアフリカへ渡れるよう手助けをする。
その後、シーマの海兵隊に入りたいがために地球から宇宙にまで上がり、シーマ直々の依頼でガーベラ・テトラを受け取る。シーマがガーベラ・テトラに乗り換えたあとはそれまでの乗機であったゲルググMを譲り受け、戦果を挙げて海兵隊入りを認められる。
ドニーノ
「深淵のクラーケン隊」の隊員。ノーマルスーツの襟章によれば、階級は軍曹。
ハイゴッグに搭乗し、アルビオン奇襲に参加。
ナーウェスト (Nowest)
民間徴用船「ウドガルド」の艦長で、階級は中佐。初登場から数話は「メーウェスト」と表記。
ブリティッシュ作戦で海兵隊に毒ガスを運搬したことから、連邦軍から戦犯指定されグラナダに潜伏していたが、その海兵隊であるシーマ艦隊の要請を受け、コロニー「アイランド・イーズ」の護衛を務める。冷静に戦況を分析し、1隻でデラーズ・フリートと戦い続けるアルビオンを評価している。

### ティターンズ
同作品では、デラーズ紛争終結直後に設立されたティターンズに転属した元アルビオン隊のその後についても描かれている。
以下の人物の詳細はリンク先を参照。
- エイガー
- ジャマイカン・ダニンガン
- フォルド・ロムフェロー

デボス・ロア
階級は大尉。アル・ギザ所属のMS小隊長で、ジム・クゥエルに搭乗する。「ソロモン回廊」と呼ばれる暗礁宙域のジオン残党殲滅作戦において小隊はγチームとされ、作戦中に敵に鹵獲されたハイザックに対し同じアル・ギザ所属のβチームのモンシア機ごと掃射を命じる（本人は「事故」と弁明する）。その実は、同小隊は「星の屑」作戦に深く関わったモンシアらの暗殺の任も受けており、サイド3コロニー「アマテラス」における「ネオ・デラーズ・フリート」蜂起に対して出撃した際に、成り行きでゲルググMに搭乗したモンシアを（連邦軍の識別信号を出しているにもかかわらず）攻撃するが、僚機は突如出現したガトーを名乗る者が搭乗するゲルググRにより撃破される。モンシア機はデボス機の頭部を破壊し、ビーム・サーベルをコックピットに突き立てる直前でオフにして見逃すが、直後にデボス機もゲルググRに撃破される。
トクシマ
アレキサンドリア級巡洋艦「オルデロ」のフォルドやエイガーと同じ小隊に所属し、ジム・クゥエルに搭乗する。短髪で顎鬚を生やし、右頬に傷跡がある。ノーマルスーツの襟章によれば、階級は中尉。ソロモン回廊戦において小隊はδチームとされる。
ランチャ
オルデロの副官で、階級は中佐。ソロモン回廊戦の指揮を執る。

### 民間人 (REBELLION)
ジュウゾウ・アマト
ジオン共和国のファーム・バンチ・コロニー「アマテラス」の前領主。剣術の達人で、ガトーの師範でもあった。軍属でもありMSの開発にも携わり、ゲルググR“リベリオン”は最後に改修をおこなった機体とされる。0083年、戦傷がもとで死亡。
ファル・ディ・アマト
兄であるカイトが一年戦争の地上戦で戦死したとされるため、15歳の若さで父ジュウゾウからコロニー「アマテラス」の領主を受け継いだ、幼少から眼と脚がやや不自由な女性。コロニー落下事故の代償として、ティターンズによりコロニーを接収される。コロニー内で武装決起した反連邦分子を説得しようとするが失敗に終わり、ティターンズとの戦闘に巻き込まれてコロニーの外壁ブロックの坑道に落下するが、偶然モンシアに助けられる。
その後、ネオ・デラーズ・フリートによる「アマテラス」を使ったコロニー落としを阻止するため、モンシアらの協力も得て奔走する。事態の収拾後、サイド3の古いコロニーを改修してファーム・バンチの再建を図る。

### ネオ・デラーズ・フリート
アナベル・ガトーを名乗る者
常にサングラスをかけて素顔を見せないが、両眼の周囲と右頬に傷跡がある。ゲルググRに搭乗し、ノーマルスーツのヘルメットもガトーと同じタイプ（一部ひび割れが見られる）を着用、ガトー艦隊の部隊章（2本の「爪痕」を追加）を使用する。ソロモン回廊にある資源採掘用の古い工業衛星を拠点とし、リック・ドムIIやゲルググMのほか、連邦軍から鹵獲した当時の最新鋭機ハイザック2機も戦力に加えている。ティターンズとの最初の戦闘ではハイザック1機を失うも、機雷によりサラミス改級巡洋艦1隻を撃沈、オルデロを航行不能にし、ムサイで撤退する。
その後ムサイはサイド3宙域に進入、コロニー「アマテラス」を接収しようとするティターンズに対し、ジオン公国にも共和国にも属さない独立部隊「ネオ・デラーズ・フリート」の決起を宣言、共感したジオン共和国軍の一部の兵士や反連邦分子も合流する。コロニーに設置された核パルス・エンジンを掌握し、ティターンズが即時退去しない場合はコロニーを3本目の「槍」として新たにコロニー落としを強行すると恫喝する。
その正体は、ファルの兄であり、ガトーを慕い憧れていたカイト・レゥ・アマト。一年戦争で瀕死の重傷を負うも一命を取り留め、私設病院に入院しているところを0083年にギスケルによって発見される。自分の名前を思い出せないほど重度の記憶障害を患っていたが、「デラーズ宣言」のテレビ中継に刺激を受け、徐々に記憶を取り戻す。
「星の屑作戦」で落下するコロニーから、ガトーの脱出ポッドが地上に落ちたという通信を傍受し、比較的近くにいたことから回収に向かう。ガトーの姿はなかったものの、彼のヘルメットを発見し、「戦場でともに戦う」という過去の約束を果たすため、ガトーを名乗ることとなる。
父ジュウゾウが一年戦争時に「アマテラス」に取り付けていた収納式の軌道変更用核パルス・エンジンを生体認証で起動させるが、当初の目標である月のグラナダではなく、失敗しようとも自分たちの大義を連邦に示して畏怖させるため、あくまで地球に落とそうとする。しかし、ファルがコロニーを自爆させたことで失敗に終わる。モンシアのハイザックと一騎討ちの末に敗れ、コックピットから出たところをザイードに撃たれる（生死は不明）。
ギスケル
階級は大尉。ジュウゾウの腹心で、一年戦争終結後に彼の息子であるカイト捜索の特命を受けて地球に降りる。ジュウゾウから託された、彼の座乗艦であったムサイ級後期生産型「カイエン」をネオ・デラーズ・フリートの旗艦とし、司令官として指揮を執る。「アマテラス」を「連邦にくだったザク」であるハイザックの製造工場があるグラナダへ落下させようとするが、ガトーの代役としか見ていなかったカイトに裏切られる。その後、ジャマイカン率いるティターンズ艦隊の砲撃を浴びるカイエンとともに戦死。
ザイード
ガトーを名乗る者に合流したMSパイロットのひとりで、階級は軍曹。デラーズ決起の際には部隊が戦闘に参加し損ねたため、ふたたび軍人として戦える機会を与えてくれた彼を信奉している。ハイザックに搭乗する。モンシアが乗るゲルググMを味方と誤認して取り押さえられるが、ハイザックのコックピットから脱出して逃走する。その後、ガトーが偽物であることを知って激怒し、カイトに銃を向け発砲する。